# Du sang sur la neige
Pour les articles homonymes, voir Du sang sur la neige (homonymie).
Pour plus de détails, voir Fiche technique et Distribution.
Du sang sur la neige (Northern Pursuit) est un film d'espionnage américain réalisé par Raoul Walsh en 1943.

## Synopsis
En 1941, au Canada, un groupe de saboteurs nazis débarque d'un sous-marin, mais est bientôt décimé par une avalanche. Le colonel Keller, chef du groupe, est le seul survivant. Blessé, il est pris en charge par deux agents de la police montée, Steve Wagner et Jim Austen qui décident de le remettre aux autorités.

## Fiche technique
- Titre original : Northern Pursuit[1]
- Titre français : Du sang sur la neige
- Réalisation : Raoul Walsh, assisté de Don Siegel (non crédité)
- Scénario : Frank Gruber et Alvah Bessie[2], d'après le roman Five Thousand Trojan Horses de Leslie T. White, Editions World's Work, Londres, 1943, 114 p.
- Direction artistique : Leo K. Kuter
- Décors : Casey Roberts
- Costumes : Leah Rhodes
- Photographie : Sidney Hickox[3]
- Son : Stanley S. Jones
- Musique : Adolph Deutsch[4]
- Orchestration : Jerome Moross
- Directeur musical : Leo F. Forbstein
- Montage : Jack Killifer, assisté de Don Siegel et James Leicester
- Production : Jack Chertok
- Production exécutive : Jack L. Warner
- Société de production : Warner Bros. Pictures
- Société de distribution : Warner Bros. Pictures
- Pays de production :  États-Unis
- Langue originale : anglais, allemand
- Format : Noir et blanc — 35 mm — 1,37:1 - Son Mono (RCA Sound System)
- Genre : Film de guerre
- Durée : 93 minutes
- Dates de sortie : 
  - États-Unis : 13 novembre 1943
  - France : 21 septembre 1949

## Distribution
- Errol Flynn : le caporal Steve Wagner[5]
- Julie Bishop : Laura McBain
- Helmut Dantine : le colonel Hugo von Keller
- John Ridgely : Jim Austen
- Gene Lockhart : Ernst Willis
- Tom Tully : l'inspecteur Barnett
- Bernard Nedell : Tom Dagor
- Rose Higgins : Alice Dagor
- Warren Douglas : Le sergent
- Monte Blue : Jean
- Alec Craig : Angus McBain

Acteurs non crédités
- John Alvin : une ordonnance
- Tom Drake : Heinzmann
- Glen Cavender : un ouvrier
- Tom Fadden : Hobby
- John Forsythe : un soldat
- Russell Hicks : l'inspecteur en chef
- Carl Harbaugh : l'opérateur radio
- Charles Judels : Nick, le barbier
- Ken Christy : un gardien de prison
- Paul Irving : l'avocat
- James Millican : un chauffeur de l'armée
- Wallis Clark : le juge

## Analyse
Ce film — inspiré de 49e Parallèle de Michael Powell — est un « film d'espionnage sans grande consistance » et un « film de guerre assez banal ». Raoul Walsh « est surtout intéressé par les paysages canadiens enneigés, montagnes, forêts, rivières gelées qu'il retrouvera, en couleurs, dans La Brigade héroïque (1954) ».
Dans son autobiographie, Errol Flynn revient sur le simple fait qu'« il fallait vivre, faire des films : Sabotage à Berlin, Du sang sur la neige, Saboteur sans gloire, San Antonio, Ne dites jamais adieu, Tu ne m'échapperas pas, Le Loup des sept collines. Ma carrière se poursuivait avec des scénarios plus ou moins bons. La plupart du temps, je tournais sans passion, je n'étais pas content de ce que je faisais ».
À propos de « peut-être le plus beau moment du film, une longue poursuite à skis », Jean-Louis Noames « voyait dans cette « force blanche », en anticipant d'une vingtaine d'années, la puissance silencieuse de Walsh quittant le cinéma, prenant congé ».

### Ouvrages généraux
- Gérard Devillers et Marceau Devillers, Anthologie du Cinéma, tome V : Errol Flynn, Paris, L'Avant-scène Cinéma, 1970, p. 337-392.

### Monographies
- Errol Flynn (trad. France-Marie Watkins et Solange Metzger), Mes 400 coups, Paris, Olivier Orban, coll. « Ramsay Poche Cinéma » (no 52), 1977 (1re éd. 1959), 354 p. (ISBN 2-85956-655-4 et 978-2-8595-6655-5).
- Pierre Giuliani, Raoul Walsh, Paris, Edilig, coll. « Filmo-14 », 1986, 168 p. (ISBN 2-85601-137-3 et 978-2-8560-1137-9).
- (en) Leonard Maltin, « Northern Pursuit », Leonard Maltin's 2001 Movie & Video Guide, Signet, New York, 2000, 1648 p., p. 1012  (ISBN 0-451-20107-8).
- Michel Marmin, Raoul Walsh : L'Amérique perdue, Paris, Dualpha, 2003 (1re éd. 1970), 255 p. (ISBN 2-912476-91-7).
- (en) Tony Thomas, Rudy Behlmer et Clifford McCarty, The Films of Errol Flynn, Secaucus, New Jersey, The Citadel Press, 1969, 221 p. (ISBN 0-8065-0237-1), p. 132-133.
- Jean Tulard, « Du sang sur la neige », Guide des Films. A-E, Éditions Robert Laffont/Collection Bouquins, Paris, 2005, 1195 p., p. 1044  (ISBN 9782221104514).
- (en) Arthur Wilson, « Northern Pursuit », The Warner Bros. Golden Anniversary Book, Dell/Film and Venture Corp., New York, 1973, 192 p., p. 120.